# Campeonato Mundial de Atletismo Sub-20 de 2022 - Revezamento 4x100 m masculino
A prova do revezamento 4 x 100 metros masculino do Campeonato Mundial de Atletismo Sub-20 de 2022 ocorreu nos dias 4 e 5 de agosto de 2022 no Estádio Olímpico Pascual Guerrero, em Cali, na Colômbia.

## Recordes
Antes desta competição, os recordes mundiais e do campeonato nesta prova eram os seguintes:
|       | Nacionalidade  | Tempo | Local   | Data                 |
| ----- | -------------- | ----- | ------- | -------------------- |
| WU20R | África do Sul  | 38.51 | Nairóbi | 22 de agosto de 2021 |
| CR    | África do Sul  | 38.51 | Nairóbi | 22 de agosto de 2021 |
| WU20L | Estados Unidos | 38.72 | Walnut  | 16 de abril de 2022  |

## Medalhistas
| Ouro                                                                      | Prata                                                                                           | Bronze |
| Japão · Kowa Ikeshita · Hiroto Fujiwara · Shunki Tateno · Hiroki Yanagita | Jamaica · Bouwahjgie Nkrumie · Bryan Levell · Mark-Anthony Daley · Adrian Kerr · David Lynch[a] | Estados Unidos · Michael Gizzi · Brandon Miller · Johnny Brackins · David Foster [a] · Charlie Bartholomiew[a] |

a  Atletas que participaram apenas nas eliminatórias e receberam medalhas.

## Cronograma
Todos os horários são locais (UTC-5).
| Data        | Hora  | Evento  |
| ----------- | ----- | ------- |
| 4 de agosto | 12:25 | Bateria |
| 5 de agosto | 16:05 | Final   |

## Resultados

### Bateria
Qualificação: Os 1 primeiros de cada bateria (Q) e os 4 tempos mais rápidos (q).
| Posição | Bateria | Atletas                                                                              | Nacionalidade         | Tempo | Notas                |
| ------- | ------- | ------------------------------------------------------------------------------------ | --------------------- | ----- | -------------------- |
| 1       | 3       | Kowa Ikeshita, Hiroto Fujiwara, Shunki Tateno, Hiroki Yanagita                       | Japão                 | 39.12 | Q,                   |
| 2       | 3       | Bouwahjgie Nkrumie, Adrian Kerr, Mark-Anthony Daley, David Lynch                     | Jamaica               | 39.24 | q                    |
| 3       | 2       | Adekalu Fakorede, Ogheneovo Mabilo, Kayinsola Ajayi, Nurain Musa                     | Nigéria               | 39.41 | Q,                   |
| 4       | 1       | Emel Keyser, Letlhogonolo Moleyane, Bradley Oliphant, Mukhethwa Tshifura             | África do Sul         | 39.50 | Q,                   |
| 5       | 1       | Eduardo Longobardi, Loris Tonella, Alessandro Malvezzi, Alessio Faggin               | Itália                | 39.63 | q,                   |
| 6       | 4       | Johnny Brackins, Michael Gizzi, David Foster, Charlie Bartholomew                    | Estados Unidos        | 39.78 | Q,                   |
| 7       | 2       | Jaime Mendoza, Mario Mena, Juan Carlos Castillo, Alejandro Rueda                     | Espanha               | 39.79 | q                    |
| 8       | 2       | Matthew Sophia, Maurice Afognon, Nsikak Ekpo, Daniljo Vriendwijk                     | Países Baixos         | 39.85 | q, = NU20R           |
| 9       | 4       | Topi Huttunen, Valtteri Louko, Niko Kangasoja, Rasmus Martin                         | Finlândia             | 40.04 | NU20R                |
| 10      | 1       | Antoine Andrews, Wanya McCoy, Carlos Brown Jr., Zachary Evans                        | Bahamas               | 40.09 | Recorde da temporada |
| 11      | 1       | Lucas Gabriel Fernandes, Izaias Alves, Thamer Moreira, Renan Correa                  | Brasil                | 40.24 | Recorde da temporada |
| 12      | 2       | Desmond Fraser, Nate Paris, Daniel Kidd, Carter Birade                               | Canadá                | 40.59 | Recorde da temporada |
| 13      | 4       | Jaden De Souza, Shakeem Mc Kay, Elijah Simmons, Revell Webster                       | Trinidad e Tobago     | 40.77 | Recorde da temporada |
| 14      | 1       | Hassan Al-Absi, Hattan Majrashi, Ali Abdullah Al Tawfeeq, Mohammed Khaled Al-Khalidi | Arábia Saudita        | 40.86 | Recorde da temporada |
| 15      | 3       | Rodrigo Cornejo, Ismael Arévalo, Aron Eart, Luis Angulo                              | Peru                  | 40.96 | NU20R                |
| 16      | 1       | Aldrett Nisbett, K'Anthony Benjamin, William Sharpe, Shamarie Newton-Roberts         | São Cristóvão e Neves | 41.23 | Recorde da temporada |
| 17      | 3       | Watchapol Thanthong, Natawat Imaudom, Thawatchai Himaiad, Puripool Boonson           | Tailândia             | 42.09 | Recorde da temporada |
| 18      | 3       | Heiko Gussmann, Tobias Morawietz, Eddie Reddemann, Chidiera Onuoha                   | Alemanha              | DNF   | DNF                  |
| 19      | 4       | Lachlan Kennedy, Connor Bond, Ryan Tarrant, Aidan Murphy                             | Austrália             | DNF   | DNF                  |
| 20      | 2       | Olutimilehin Esan, Medwin Odamtten, Tyler Panton, Michael Onilogbo                   | Reino Unido           | DNF   | DNF                  |
| 21      | 2       | Giovanni Pirolli, Jérémy Valnet, Nathan Oberti, Mathieu Chèvre                       | Suíça                 | DNF   | DNF                  |
| 22      | 3       | Abofelo Leitseng, Lundi Pinaemang, Godiraone Lobatlamang, Thuso Omphile              | Botswana              | DSQ   | DSQ                  |
| 23      | 4       | Carlos Florez, Oscar Baltán, Yerlin González, Ronal Longa                            | Colômbia              | { DSQ | { DSQ                |
| 24      | 4       | Hugo Cerra, Jeff Erius, Dejan Ottou, Grégory Afoy                                    | França                | DSQ   | DSQ                  |
| 25      | 1       | Damian Soból, Dawid Grząka, Michał Gorzkowicz, Hubert Kozelan                        | Polónia               | DSQ   | DSQ                  |

### Final
A prova final foi realizada no dia 5 de agosto às 16:05. 
| Posição           | Raia | Atletas                                                                          | Nacionalidade  | Tempo        | Notas                |
| ----------------- | ---- | -------------------------------------------------------------------------------- | -------------- | ------------ | -------------------- |
| Medalha de ouro   | 3    | Kowa Ikeshita, Hiroto Fujiwara, Shunki Tateno, Hiroki Yanagita                   | Japão          | 39.35        |                      |
| Medalha de prata  | 8    | Bouwahjgie Nkrumie, Bryan Levell, Mark-Anthony Daley, Adrian Kerr                | Jamaica        | 39.35        |                      |
| Medalha de bronze | 5    | Laurenz Colbert, Michael Gizzi, Brandon Miller, Johnny Brackins                  | Estados Unidos | 39.57        | Recorde da temporada |
| 4                 | 7    | Eduardo Longobardi, Loris Tonella, Alessandro Malvezzi, Alessio Faggin           | Itália         | 39.77        |                      |
| 5                 | 6    | Adekalu Fakorede, Ogheneovo Mabilo, Kayinsola Ajayi, Nurain Musa                 | Nigéria        | 39.78        |                      |
| 6                 | 1    | Jaime Mendoza, Mario Mena, Juan Carlos Castillo, Alejandro Rueda                 | Espanha        | 39.87        |                      |
| 7                 | 2    | Matthew Sophia, Maurice Afognon, Nsikak Ekpo, Daniljo Vriendwijk                 | Países Baixos  | 39.90        |                      |
| 8                 | 4    | Mukhethwa Tshifura, Letlhogonolo Moleyane, Bradley Oliphant, Banjamin Richardson | África do Sul  | DSQ TR17.4.3 | DSQ TR17.4.3         |

Legenda
| Recorde mundial       | Recorde mundial (World record)               |                       | Recorde africano                      | Recorde africano (African) |                                           | Q | Classificado por posição (Qualified) |
| Recorde do campeonato | Recorde do campeonato (Championship record)  | Recorde da América    | Recorde da América (Americas)         | q                          | Classificado por melhor tempo (Qualified) |   |                                      |
| Melhor marca do ano   | Melhor marca do ano (World leading)          | Recorde asiático      | Recorde asiático (Asian)              | DNS                        | Não largou (Did not start)                |   |                                      |
| Recorde nacional      | Recorde nacional (National record)           | Recorde europeu       | Recorde europeu (European)            | DNF                        | Não terminou (Did not finish)             |   |                                      |
| Recorde pessoal       | Recorde pessoal do atleta (Personal best)    | Recorde da Oceania    | Recorde da Oceania (Oceania)          | DSQ / DQ                   | Desclassificado (Disqualified)            |   |                                      |
| Recorde da temporada  | Recorde da temporada do atleta (Season best) | Recorde sul-americano | Recorde sul-americano (South America) | NM                         | Sem marca (No mark)                       |   |                                      |